# Estación de Congrés / Indians
Congrés | Indians es una estación de la línea 5 del Metro de Barcelona situada debajo de la calle Garcilaso en el distrito de San Andrés de Barcelona.

## Historia
La estación de Congrés fue proyectada por primera vez en 1953, cuando el Ayuntamiento de Barcelona acordó la creación de una nueva línea de metro, bautizada como Transversal Alto. Concretamente, esta estación formaba parte de un ramal que uniría la estación de Sagrera, que venía dando servicio al Metropolitano Transversal (actual línea 1) y una nueva estación en la plaza de Ibiza del barrio de Horta, con cuatro paradas intermedias: Vilapiscina (actualmente Vilapicina), Virrey Amat (actualmente Virrei Amat), Maragall y Viviendas de Congreso. Esta última recibió, en el proyecto inicial el nombre de Garcilaso, por encontrarse en dicha calle, aunque finalmente fue bautizada como el barrio donde se ubicaría, Viviendas del Congreso, que por entonces estaba en plena construcción.
El 27 de mayo de 1955 las obras de construcción del tramo entre Sagrera (actualmente La Sagrera) y Vilapiscina (actualmente Vilapicina), pasando por Viviendas del Congreso, fueron adjudicadas a la empresa Ferrocarril Metropolitano de Barcelona. Cuatro años después, el 21 de julio de 1959, se inauguró esta nueva línea del metro de Barcelona. El acto inaugural estuvo presidido por el alcalde de la ciudad, José María de Porcioles, y el arzobispo de Barcelona, Gregorio Modrego, que había sido el principal promotor de la creación de las Viviendas del Congreso, y quien bendijo las nuevas instalaciones. La comitiva inaugural recorrió la nueva línea en un convoy de la serie 600, deteniéndose en Congreso para visitar el barrio.
En 1961, tras la fusión de los dos compañías que operaban el metro barcelonés (Gran Metropolitano de Barcelona SA y Ferrocarril Metropolitano de Barcelona SA), la línea Sagrera-Vilapiscina pasó a denominarse Línea II. En junio de 1970, la Línea II quedó absorbida por la Línea V, que en 1982 adoptó la numeración arábiga y pasó a llamarse Línea 5, al tiempo que esta estación catalanizó su nombre por Congrés.
En 2022, el nombre cambió a Congrés | Indians, al considerarse un nombre más descriptivo de la zona.

## Líneas
| << cabecera     | < estación | línea | estación > | cabecera >>   |
| --------------- | ---------- | ----- | ---------- | ------------- |
| Metro           |            |       |            |               |
| Cornellà Centre | La Sagrera |       | Maragall   | Vall d'Hebron |